# Chiến tranh Xiêm – Miến Điện (1766–1767)
Xiêm La và Miến Điện là hai nước láng giềng nằm ở phía tây của bán đảo Đông Nam Á, vốn có những mối quan hệ phức tạp về nhiều mặt. Từ thế kỷ XVI đến thế kỷ XIX mâu thuẫn, xung đột, chiến tranh đã xảy ra thường xuyên giữa hai nước, trong đó cuộc chiến 1766-1767 được xem là đỉnh cao của mâu thuẫn, xung đột và nó đã để lại những hậu quả nặng nề đối với hai nước, đồng thời làm xáo trộn tình hình chính trị trong khu vực.

## Nguyên nhân
Từ thế kỷ XV, Xiêm và Miến Điện đều là hai nước hùng mạnh trong khu vực, có phần lãnh thổ chạy dài từ Bắc xuống Nam, giáp biển Andaman. Cả hai nước đều có nhiều quyền lợi ở khu vực này về kinh tế và chính trị. Đối với Xiêm, điều này càng trở nên bức thiết hơn khi vương quốc Malacca, vốn là vùng đất chịu ảnh hưởng của Xiêm, đã bị Bồ Đào Nha xâm chiếm năm 1511, sau đó là Hà Lan kiểm soát (1641). Điều này càng thúc đẩy Xiêm tìm mọi cách để mở rộng buôn bán với các nước như Ấn Độ, phương Tây và cả với Trung Quốc và Nhật Bản.
Nếu Miến Điện làm chủ được miền đất phía Nam cũng có nghĩa là thiết lập được ảnh hưởng của họ đối với các tiểu quốc ở bán đảo Malaysia và điều quan trọng là họ kiểm soát và khống chế được người Môn ở phía Nam, vốn nhiều lần nổi dậy chống lại chính quyền của người Miến Điện. Đó thường là cơ hội để Xiêm lợi dụng sự cầu cứu của người Môn để tiến hành các cuộc tấn công người Miến Điện. Nếu Xiêm làm chủ được dải đất nhỏ, hẹp phía Nam đồng nghĩa là duy trì được quyền lực và ảnh hưởng của mình đối với các tiểu quốc ở bán đảo Malaysia mà vốn là thuộc quốc của Xiêm từ lâu.
Lanna, một công quốc, nằm phía Bắc của Xiêm (hiện nay nằm chung quanh tỉnh Chiềng Mai) thường bị chi phối bởi cả hai nước Xiêm và Miến Điện. Cả hai nước luôn tìm mọi cách để lôi kéo, can thiệp và giành quyền thống trị đối với công quốc Lanna.
Vào năm 1742, người Môn, do Smingtho cầm đầu, đã nổi dậy ở vùng hạ Miến Điện, chống lại chính quyền Ava giành lại chủ quyền riêng cho người Môn, lập vương quốc riêng ở phía Nam. Hơn ba trăm gia đình trong đó có nhiều người thuộc hàng quý tộc, không thể chạy về kinh đô Ava (ở miền trung) họ phải chạy trốn sang Xiêm. Vua Xiêm Borommakot (1730-1758) đã đồng ý cho những người này cư trú trên đất Xiêm và đã tạo điều kiện cho họ sinh sống. Việc làm này của vua Xiêm thể hiện tính nhân ái thương người, đồng thời cũng bao hàm những ý đồ chính trị sâu xa. (Vừa được lòng triều đình Ava, vừa khoét sâu mâu thuẫn giữa người Môn và người Miến để góp phần thay đổi tương quan lực lượng giữa hai nước theo chiều hướng có lợi cho Xiêm 
Vào năm 1752, một vị vua trẻ tuổi có khả năng và sức mạnh của Vương quốc Miến Điện là Alaungpaya đã tập hợp được một đội quân tinh nhuệ tấn công người Môn. Không những thế, ông đã thống nhất được đất nước. Điều này không chỉ trở thành nguy cơ đe dọa đối với an ninh lãnh thổ của Xiêm mà còn làm cho Lanna, Lào thực sự lo lắng về sự bành trướng của Miến Điện như đã từng xảy ra vào các thế kỷ trước đó.
Khi đó ở Vương quốc Xiêm La, nội bộ triều đình lại mâu thuẫn, xung đột gay gắt, dẫn đến nhiều cuộc ám hại lẫn nhau giữa các phe phái trong việc tranh giành ngôi vua sau khi vua Borommakot qua đời (1758). Quyền lực của chính quyền trung ương đối với các địa phương suy giảm nghiêm trọng. Đến thời vua Ekkathat cầm quyền (1758-1767), Triều đình Xiêm suy yếu, không thể huy động được sức mạnh của các mường (tỉnh) để xây dựng và bảo vệ đất nước.
Trong bối cảnh đó số người Môn bị thất bại đang nương náu trên đất Xiêm đã tập hợp được lực lượng đáng kể tấn công vào miền nam Miến Điện. Sự kiện này làm nguyên cớ trực tiếp để quân đội Miến Điện hùng mạnh của vua Alaungpaya xuất quân trừng phạt người Môn và tiến công xâm lược Xiêm La.

## Diễn biến
Đầu năm 1760, quân Miến Điện tràn vào Tavoy (phía nam Miến Điện nơi người Môn đang nổi dậy). Người Môn lại chạy sang ẩn náu trên đất Xiêm và được Xiêm đồng ý. Quân đội của vua Alaungpaya liền tấn công chiếm lại vùng đất ven biển Tanintharya khi đó đang dưới quyền quản lý của quân Xiêm. Không dừng lại ở đó, quân Miến tiếp tục tấn công vào sâu trong lãnh thổ của Xiêm. Đến tháng 4 năm 1760, quân Miến bắt đầu bao vây kinh đô Ayuthaya của Xiêm. Vua Alaungpaya gửi cho vua Xiêm lá thư trong đó có đoạn viết: "Ta đến đây không phải để lật đổ vương quốc, ta đến như hóa thân linh thiêng nhằm khôi phục tôn giáo chân chính. Quy phục đi mọi điều sẽ tốt đẹp". Vua Xiêm đáp trả trong đó có những câu sau: "Trong vũ trụ này chỉ có năm đức phật. Bốn vị đã xuất hiện rồi, vị thứ năm thì đang trú ngụ nơi các thần linh. Chắc chắn không có vị thứ sáu". Thế là cuộc chiến tranh Xiêm - Miến Điện nổ ra, nhưng vua Alaungpaya chưa kịp xâm chiếm kinh đô Ayuthaya thì đã qua đời.
Con trai của ông là vua Naungdawgyi lên ngôi (1760 - 1763), tiếp sau đó là vua Hsinbyushin (1763 - 1776), đều là những vị vua giỏi về quân sự, càng quyết tâm thôn tính Ayuthaya. Để tăng cường thế bao vây Xiêm, Naungdawgyi đã tấn công Lanna vào năm 1763, và đến năm 1764 Hsinbyushin lại tấn công rồi chiếm được Lanna, sau đó ông cho quân sang xâm chiếm Lào, Luang Phabang cũng nhanh chóng rơi vào tay Miến Điện. Như vậy, lực lượng của Miến Điện đã chinh phục được các nước nhỏ phía bắc và đông bắc của Xiêm.
Tháng 7 năm 1765, vua Hsinbyushin mở cuộc tấn công vào nước Xiêm với quy mô lớn. Sau hơn 5 tháng hành quân, vào tháng 1 năm 1766, 50 ngàn quân Miến Điện đã tập trung trước kinh đô Ayuthaya của Xiêm.
Kinh đô Ayuthaya có bề dày lịch sử hơn bốn thế kỷ cùng tồn tại với triều đại Ayuthaya (ra đời năm 1350) và đã từng phát triển rất thịnh đạt. Giờ đây bị 50 ngàn quân Miến Điện bao vây, bị cắt hoàn toàn liên lạc với bên ngoài. Cuộc chiến đấu giằng co giữa trong và ngoài thành diễn ra vô cùng ác liệt.
Sau khoảng 4 tháng bị bao vây chặt hầu như không thể liên lạc được với bên ngoài, kinh đô Ayuthaya cạn kiệt lương thực, nạn đói và bệnh dịch hoành hành, lại thêm một vụ hỏa hoạn đã thiêu hủy hàng ngàn nhà cửa. Trong tình thế đó, Xiêm buộc phải đầu hàng, chấp nhận làm chư hầu cho Miến Điện. Nhưng quân Miến không chấp nhận điều đó mà yêu cầu quân Xiêm phải đầu hàng vô điều kiện, rồi họ mở cuộc tấn công dữ dội hơn vào Ayuthaya.
Ngày 7 tháng 4 năm 1767, kinh đô Ayuthaya bị thất thủ hoàn toàn. Quân Miến Điện thẳng tay chém giết, cướp phá và bắt bớ tù binh. Sau khi tàn phá Ayuthaya chỉ còn là đống gạch vụn, quân Miến Điện bắt những người là nghệ sĩ, nhà chiêm tinh, thợ kim hoàn, thợ thủ công, binh lính và cả dân thường đưa về nước. Triều đại Ayuthaya ra đời năm 1350 đến đây chấm dứt.
Người Miến Điện đã thống trị toàn bộ Xiêm La, Chân Lạp, Lào, bờ đông sông Hằng sau cuộc chiến tranh Mongul-Miến Điện và một phần Vân Nam của Trung Hoa sau Chiến tranh Thanh-Miến, lập nên Đế chế Miến Điện. Nhưng trong thời kỳ này dưới sự lãnh đạo của các quan lại trong hoàng tộc hay các quý tộc địa phương, các mường thường xuyên nổi dậy chống lại sự chiếm đóng của Miến Điện. Mường Phitxanulok nằm về phía Bắc do một người đã từng là võ quan trong triều đình Ayuthaya chỉ huy. Ông tập hợp được lực lượng liên tục chống lại quân miến và được các mường chung quanh như Phixay, Nakhonxavan tham gia. Mường Xavanburi nằm ở vùng cực bắc của Xiêm do một vị sư trụ trì lãnh đạo đã đánh đuổi được quân Miến và làm chủ được một vùng cực Bắc rộng lớn cho đến biên giới của Lanna. Còn phía Nam, mường Nakhonxithammart đã nổi dậy giành được quyền làm chủ từ mường Chumphon cho đến các tiểu quốc giáp Malaysia.
Trong bối cảnh nhân dân Xiêm La đều đồng loạt hưởng ứng các cuộc nổi dậy làm cho quân Miến Điện không thể kiềm chế nổi, thì ở phía Bắc quân Thanh thuộc tỉnh Vân Nam kéo sang tấn công xâm lược Miến Điện. Thế là quân Miến điện buộc phải rút về đối phó với quân Thanh.
Với sự nổi dậy ở nhiều nơi, đến ngày 6 tháng 11 năm 1767, dưới sự lãnh đạo của Taksin (một người Thái gốc Hoa), Xiêm đã đánh đuổi được quân Miến Điện ra khỏi lãnh thổ, giành lại độc lập cho đất nước, chấm dứt 7 tháng thống trị của người Miến Điện.

## Hậu quả
Cuộc chiến tranh này để lại hậu quả nghiêm trọng đối với hai nước và tác động tiêu cực đến tình hình an ninh - chính trị của khu vực Đông Nam Á lục địa lúc bấy giờ.

### Đối với Xiêm La
Tuy đánh đuổi được quân Miến Điện ra khỏi lãnh thổ, giành lại được độc lập dân tộc nhưng tình hình chính trị Xiêm La bị chia rẽ thành nhiều nhóm, nhiều phe phái không thống nhất với nhau. Triều đình vua Taksin phải mất hơn ba năm (1767 - 1770) mới dẹp xong các thế lực chống đối
Do chiến tranh và bất ổn về chính trị, nên nền kinh tế, thương mại trong và ngoài nước bị đình trệ. Kinh đô Ayuthaya tráng lệ phát triển và đã từng tồn tại hơn 4 thế kỷ ngày nay chỉ còn một vài bức tường gạch đổ nát. Tình hình đó làm cho các nước Lào và Campuchia... tỏ ra không thần phục Xiêm nữa. Và đó là lý do để Taksin tiến hành nhiều cuộc chiến tranh bành trướng ra bên ngoài làm xáo trộn tình hình chính trị ở các nước Đông Nam Á.

### Đối với Miến Điện
Quân Miến Điện đã đánh bại được quân Xiêm, kết thúc vương triều Ayuthaya, và buộc Xiêm chịu sự thống trị của Miến Điện. Tuy nhiên, đó lại là cơ hội để quân Thanh ở tỉnh Vân Nam tấn công xâm lược Miến Điện, vì lúc bấy giờ quân Miến đang tập trung lực lượng ở Xiêm La. Chính vì lẽ đó quân Miến buộc phải rút về đối phó với quân Thanh.
Hầu hết các vị trí tranh chấp mà Miến Điện chiếm được trong chiến tranh đều lần lượt bị Xiêm chiếm lại như Tavoy, Taanssarin... kể cả Lanna. Từ đó người Môn và người Lanna (vốn thuộc Miến Điện) dựa vào Xiêm để chống lại người Miến Điện, làm mâu thuẫn dân tộc vốn đã phức tạp trong nội bộ Miến Điện lại tăng lên.
Điều nguy hiểm hơn nữa là sự thù địch giữa Xiêm La và Miến Điện đã bị quân Anh lợi dụng trong cuộc chiến tranh Anh - Miến Điện lần thứ nhất (1824 - 1826), khi Anh Quốc đã thuyết phục được Xiêm La cùng tham gia với họ, góp phần làm cho Miến Điện bị thất bại nhanh chóng. Đó là cơ sở để cho Đế quốc Anh tiếp tục gây ra hai cuộc chiến tranh xâm lược nữa, biến Miến Điện thành thuộc địa sau này.